# ويلي دوناتشي
ويلي دوناتشي (بالإنجليزية: Willie Donachie)‏ مواليد 5 أكتوبر 1951 في غلاسكو، هو لاعب ومدرب كرة قدم اسكتلندي دولي سابق كان يلعب كمدافع. سبق له أن لعب في كأس العالم لكرة القدم مع منتخب بلاده.

## المسيرة الاحترافية

### أندية لعب لها
- مانشستر سيتي
- نورويتش سيتي
- نادي بيرنلي
- أولدهام أثلتيك

## روابط خارجية
- ويلي دوناتشي على موقع قاعدة بيانات كرة القدم.إي يو (الإنجليزية)
- ويلي دوناتشي على موقع ناشيونال فوتبول تيمز (الإنجليزية)